# Juan Martín del Potro
Juan Martín del Potro (nascido em 23 de setembro de 1988) é um ex-tenista profissional argentino. Sua maior façanha é um título do Grand Slam, o US Open de 2009, quando derrotou Rafael Nadal nas semifinais e o pentacampeão Roger Federer na final. Ele é o único homem fora do chamado "Big Three" (Novak Djokovic, Federer e Nadal) a vencer um major entre Roland Garros de 2005 e o US Open de 2012, período que comportou 30 torneios do tipo.
Em outros destaques: chegou à final do US Open de 2018; conquistou duas medalhas olímpicas em simples – bronze em 2012 e prata em 2016; vencedor do ATP de Indian Wells de 2018 e líder da campeã Argentina na Copa Davis de 2016. Sua carreira foi prejudicada por uma sucessão de leões, no pulso e no joelho.
Del Poltro entrou no top 10 pela primeira vez em 6 de outubro de 2008. Em janeiro de 2010, alcançou o 4º lugar do ranking mundial. Após isso, desistiu da maior parte da temporada por uma lesão no pulso direito.
Em 2016, na final da Copa Davis, Del Potro derrotou o croata Marin Čilić no 5º set. Chegou à primeira semifinal do Grand Slam depois de quatro anos derrotando Federer nas quartas de final do US Open de 2017. No ano seguinte, levou o ATP Masters 1000 de Indian Wells novamente o suíço, defensor do título e número 1 de então. Quando atingiu as semifinais do Torneio de Roland Garros de 2018, voltou ao 4º lugar. Em 2018, atingiu o recorde da carreira, o número 3 do mundo.
No US Open de 2018, fez a segunda final de major, mas perdeu para Novak Djokovic. Ficou ausente do circuito entre junho de 2019 e fevereiro de 2022 por conta de uma lesão no joelho. Teve que se aposentar por causa dessa lesão. A despedida foi no ATP de Buenos Aires, no segundo mês de 2022.

## Finais significativas

### Finais em Grand Slams

#### Simples: 2 (1 título e 1 vice)
| Resultado    | Ano  | Campeonato | Piso | Oponente       | Placar                            |
| ------------ | ---- | ---------- | ---- | -------------- | --------------------------------- |
| Campeão      | 2009 | US Open    | Duro | Roger Federer  | 3–6, 7–6(7–5), 4–6, 7–6(7–4), 6–2 |
| Vice-Campeão | 2018 | US Open    | Duro | Novak Djokovic | 3-6, 6-7(7-4), 3-6                |

### Finais no ATP World Tour Finals

#### Simples: 1 (1 vice)
| Resultado | Ano  | Campeonato | Piso     | Oponente          | Placar   |
| --------- | ---- | ---------- | -------- | ----------------- | -------- |
| Vice      | 2009 | Londres    | Duro (i) | Nikolay Davydenko | 3–6, 4–6 |

### Finais em ATPs 500

#### Simples: 9 (8 títulos e 1 vice)
| Resultado | Ano  | Torneio                          | Piso | Oponente         | Placar          |
| --------- | ---- | -------------------------------- | ---- | ---------------- | --------------- |
| Campeão   | 2008 | ATP de Washington                | Duro | Viktor Troicki   | 6–3, 6–3        |
| Campeão   | 2009 | ATP de Washington                | Duro | Andy Roddick     | 3–6, 7–5, 7–66  |
| Campeão   | 2012 | Davidoff Swiss Indoors           | Duro | Roger Federer    | 6–4, 56–7, 7–63 |
| Campeão   | 2013 | Japan Open Tennis Championships  | Duro | Milos Raonic     | 7–6 2, 6–3      |
| Campeão   | 2013 | ATP de Washington                | Duro | John Isner       | 3–6, 6–1, 6–2   |
| Campeão   | 2013 | Davidoff Swiss Indoors           | Duro | Roger Federer    | 7–63, 2–6, 6–4  |
| Campeão   | 2013 | ABN AMRO World Tennis Tournament | Duro | Julien Benneteau | 7–62, 6–3       |
| Vice      | 2017 | Davidoff Swiss Indoors           | Duro | Roger Federer    | 56–7, 6–4, 6–3  |
| Campeão   | 2018 | ATP de Acapulco                  | Duro | Kevin Anderson   | 6–4, 6–4        |

### Finais em Masters 1000

#### Simples: 4 (1 título e 3 vices)
| Resultado | Ano  | Campeonato       | Piso | Oponente       | Placar                  |
| --------- | ---- | ---------------- | ---- | -------------- | ----------------------- |
| Vice      | 2009 | Canadian Open    | Duro | Andy Murray    | 7–6(7–4), 6–7(3–7), 1–6 |
| Vice      | 2013 | Indian Wells     | Duro | Rafael Nadal   | 6–4, 3–6, 4–6           |
| Vice      | 2013 | Shanghai Masters | Duro | Novak Djokovic | 1–6, 6–3, 6–7(3–7)      |
| Campeão   | 2018 | Indian Wells     | Duro | Roger Federer  | 6-4, 6-7(10–8),7-6(7–2) |

### Olimpíadas

#### Simples: Final
| Resultado | Ano  | Local          | Piso | Oponente    | Placar             |
| --------- | ---- | -------------- | ---- | ----------- | ------------------ |
| Prata     | 2016 | Rio de Janeiro | Duro | Andy Murray | 5–7, 6–4, 2-6, 5-7 |

#### Simples: Decisão do Bronze (1-0)
| Resultado | Ano  | Local   | Piso  | Oponente       | Placar   |
| --------- | ---- | ------- | ----- | -------------- | -------- |
| Bronze    | 2012 | Londres | Grama | Novak Djokovic | 7–5, 6–4 |

## Desempenhos em Grand Slams

### Estatísticas em Grand Slams
| Grand Slams     |     |     |     |     |      |     |     |      |     |     |     |     |     |     |       |
| Australian Open | -   | -   | 2R  | 2R  | QF   | 4R  | 2R  | QF   | 3R  | 2R  |     |     |     | 3R  | 19-9  |
| Roland Garros   | -   | 1R  | 1R  | 2R  | SF   | -   | 3R  | QF   | -   |     |     |     | 3R  |     | 14-7  |
| Wimbledon       | -   | -   | 2R  | 2R  | 2R   | -   | 4R  | 4R   | SF  |     |     | 3R  | 2R  |     | 17-8  |
| US Open         | Q1  | 1R  | 3R  | QF  | V    | -   | 3R  | QF   | 2R  |     |     | QF  | SF  |     | 29-8  |
| Total (V-D)     | 0-0 | 0-2 | 4-4 | 7-4 | 17-3 | 3-1 | 8-4 | 15-4 | 8-3 | 1-1 | 0-0 | 6-2 | 8-3 | 2-1 | 79-32 |